# Josep Almirall i Andreu
Josep Almirall i Andreu (Sitges, 22 d'agost del 1925 – Mèxic DF, 22 de març del 2003) va ser un sacerdot i pedagog català amb diverses responsabilitats de govern a les Escoles Pies.

## Biografia
Va cursar estudis primaris i batxillerat com a intern als escolapis de Vilanova i la Geltrú i Sarrià. Acabat el batxillerat inicià els estudis eclesiàstics entrant al noviciat escolapi de Moià el 1944, va professar l'1 de novembre de 1945 i es va traslladar al Juniorat d'Albelda de Iregua per cursar els estudis de Filosofia i Teologia. Acabats els estudis va tornar a la província de Catalunya i poc temps després va ser ordenat sacerdot el 31 de juliol de 1949 a Barcelona.
Començà el ministeri escolar a l'Escola Pia de Sarrià de Barcelona i després de dos anys, el 1951, va ser enviat al Col·legi Nostra Senyora de la mateixa ciutat. El 1955 va ser nomenat procurador de vocacions i va recórrer tots els col·legis fomentant i promovent les vocacions escolàpies. El 1957 va ser destinat a l'Escola Pia del carrer Balmes i allà, juntament amb el Pare Octavi Fullat organitzà el Centre Escolapi de Muntanya (CEM), introductor de l'escoltisme a l'Escola Pia de Catalunya. El 1961 va ser nomenat Mestre de Calasssancis al noviciat d'Alella. Més tard va ser rector de l'Escola Pia de Terrassa durant el trienni 1967-1970.
Al Capítol Provincial de 1970 va ser escollit Provincial, director titular de l'Escola Pia de Catalunya, càrrec que se li renovà el 1973. En aquells anys es vivia moments de desconcert, crispació i ànsies de renovació al país i a l'Escola Pia en particular i el seu nomenament com a Provincial va fer tornar la tranquil·litat i la pau a l'ordre. Durant el seu mandat va retornar la seu provincial a la casa de Sant Antoni de Barcelona i el català es va convertir en la llengua habitual i vehicular de la província. Va donar més autonomia als assistents, que exerciren tant d'executius com de consellers.
En el Capítol Provincial de 1976 va ser elegit Assistent Provincial i el 1979 fou nomenat Viceprovincial de Mèxic, repetint càrrec el 1982. En aquesta nova destinació va promoure les vocacions i en va tenir cura directament, fixant la seva residència al juniorat de Tlalpan. Per aquesta tasca va ser molt apreciat i fou exemple de pietat i referent de l'escolapi ideal. A Mèxic va ser fundador de les cases escolàpies de Mèxic DF i Celaya Va assegurar les condicions necessàries perquè Mèxic esdevingués província, fet que es va produir amb un decret del Pare General del 29 de juny de 1990. Fou nomenat primer Provincial de l'Escola Pia de Mèxic, amb la missió de preparar el primer capítol provincial. Més tard va ser nomenat Secretari Provincial.
Creient haver acomplert la seva missió, va deixar la direcció als escolapis nadius i s'oferí per treballar en diverses parròquies de la ciutat de Mèxic, on fou molt volgut i apreciat pels fidels.
El 1999 commemorà els 50 anys de sacerdoci amb un homenatge que li tributaren els religiosos de la província a Cuernavaca. Aquell any va tornar per darrera vegada a Catalunya per celebrar-ho amb els seus germans escolapis a Sitges. Fou el comiat de la terra, dels familiars, dels companys i dels amics, perquè la salut no li va permetre tornar a repetir el llarg viatge. Religiós treballador, afeccionat a la lectura que el posava al dia, de bon tracte, adaptat a la nova societat, sabia connectar amb els joves.